# Дорогою свавілля
«Дорогою свавілля» (англ. Sugarhouse) — британський кінофільм режисера Гарі Лав, що вийшов на екрани в 2007 році.

## Зміст
Доля іноді жорстоко грає з людьми, створюючи химерні візерунки з людських життів. Знайомство Тома, Ді і Трюкача здається випадковим, але зрештою призводить до незворотних наслідків для героїв. А здавалося, що ніщо не може пов'язувати досить забезпеченого чоловіка, який дотримується традиційних поглядів у суспільстві, маститого злочинця і загрузлого у своїх слабкостях шахраюватого хлопця.

## Ролі
| Актор             | Роль    |
| ----------------- | ------- |
| Стівен Макінтош   | Том     |
| Ешлі Уолтерс      | Ді      |
| Енді Серкіс       | Худвінк |
| Адам Дікон        | Рей     |
| Тед Най           | -       |
| Толга Сафер       | Сеф     |
| Ед                | Пол     |
| Трейсі Уітуелл    | -       |
| Stephen Gressieux | -       |
| Sharnie Hobbs     | -       |

## Знімальна група
- Режисер — Гарі Лав
- Сценарист — Домінік Лейтон
- Продюсер — Рейчел Коннорс, Арвінд Етан Девід, Бен Діксон
- Композитор — Деніел Бронкс